# 성명초등학교
성명초등학교는 대한민국 경상남도 남해군 서면 서상리에 있는 공립 초등학교이다.

## 학교 연혁
- 1923년 6월 21일 성명사립보통학교 설립
- 1928년 5월 1일 성명공립보통학교 개교(설립인가 3월 31일)
- 1938년 4월 1일 성명공립심상소학교로 개칭[1]
- 1941년 4월 1일 성명공립국민학교로 개칭[2]
- 1994년 3월 1일 대서분교장 편입
- 1996년 3월 1일 성명초등학교로 개칭[3]
- 1998년 9월 1일 대서분교장 통합
- 1999년 9월 1일 남상초등학교 통합
- 1999년 9월 1일 중현분교장 편입
- 2001년 3월 1일 중현분교장 통합
- 2016년 2월 5일 제88회 졸업식 (총졸업생 수 3,702명)
- 2016년 3월 1일 제27대 김남희 교장 부임
- 2017년 2월 9일 제89회 졸업장 수여식(졸업생 총수 3,710명)
- 2018년 2월 13일 제90회 졸업장 수여식(졸업색 총수 3,729명)
- 2018년 3월 1일 제28대 이성림 교장 부임

## 참고 자료
- 성명초등학교 - 한국교육학술정보원 학교알리미